# Onda sinusoidal amortiguada

Una onda sinusoidal amortiguada es una función sinusoidal cuya amplitud se acerca a cero a medida que aumenta el tiempo.

Las ondas sinusoidales amortiguadas se ven comúnmente en ciencia e ingeniería, donde sea que un oscilador armónico esté perdiendo energía más rápidamente de la que está siendo suministrado.

## Definición
Las ondas sinusoidales describen muchos fenómenos de oscilación. Cuando la onda está amortiguada, cada pico sucesivo decrece a medida que avanza el tiempo.
Una verdadera onda sinusoidal que comienza en un tiempo = 0 empieza en el origen (amplitud = 0). Una onda cosenoidal comienza en su máximo valor debido a su diferencia de fase con la onda senoidal. En la práctica, una forma de onda dada puede tener una fase intermedia, con componentes tanto senos como cosenos. El término «onda sinusoidal amortiguada» describe todas estas formas de onda, sin importar de su valor de fase inicial.
La forma más común de amortiguación, y que generalmente se supone, es la amortiguación exponencial, en la que la envoltura externa de los picos sucesivos es una curva de disminución exponencial. 

## Ecuaciones
La ecuación general para una sinusoide amortiguada exponencialmente puede ser representada como
{\displaystyle y(t)=A\cdot e^{-\lambda t}\cdot (\cos(\omega t+\phi )+(\sin(\omega t+\phi )))},
donde
{\displaystyle y(t)} es la amplitud instantánea en el tiempo t,
{\displaystyle A} es la amplitud inicial de la envoltura,
{\displaystyle \lambda } es la constante de decaimiento, en el recíproco de la unidad de tiempo del eje x,
{\displaystyle \phi } es el ángulo de fase en algún punto arbitrario, y
{\displaystyle \omega } es la frecuencia angular
lo que se puede simplificar como
{\displaystyle y(t)=A\cdot e^{-\lambda t}\cdot (\cos(\omega t+\phi ))},
donde
{\displaystyle \phi } es el ángulo de fase en t = 0.
Otros parámetros importantes incluyen:
El periodo {\displaystyle \tau }, el tiempo que tarda un solo ciclo, en unidades de tiempo t . Es el recíproco de la frecuencia (ver debajo), es decir, {\displaystyle f^{-1}}.
La frecuencia {\displaystyle f}, que es el número de ciclos por unidad de tiempo y es igual a {\displaystyle \omega /(2\pi )} . Es el recíproco del período, es decir {\displaystyle \tau ^{-1}}, y se expresa en unidades de tiempo inversas {\displaystyle t^{-1}}.
La vida media es el tiempo que tarda la envolvente de amplitud exponencial en disminuir en un factor de 2. Es igual a {\displaystyle \ln(2)/\lambda }, que es aproximadamente {\displaystyle 0,693/\lambda }.
La longitud de onda de una onda viajera es la distancia entre los picos adyacentes y varía según la velocidad del viaje de la onda.